# The Pagan
The Pagan é um filme de drama romântico mudo/parte falado de 1929 filmado no Taiti e produzido e distribuído pela Metro Goldwyn Mayer. Tanto o diretor W.S. Van Dyke e o diretor de fotografia Clyde De Vinna já haviam visitado o Taiti em 1928 para filmar White Shadows in the South Seas. O Pagão é estrelado por Ramón Novarro.
O filme tem uma ligeira semelhança na história com um mudo anterior de Novarro, Where the Pavement Ends (1923), dirigido por Rex Ingram e agora perdido.

## Elenco
- Ramon Novarro como Henry Shoesmith Jr.
- Renée Adoree como Madge
- Donald Crisp como Henry Slater
- Dorothy Janis como Tito

## Enredo
O rader Henry Slater (Donald Crisp) para em uma ilha do Pacífico Sul procurando obter uma carga de copra. Ele é informado de que o mestiço Henry Shoesmith Jr. (Ramon Novarro) possui a maior plantação, mas é bastante indolente.
Enquanto isso, Shoesmith está vagando por aí, enquanto a admiradora Madge (Renée Adorée), deseja tê-lo conhecido antes de se tornar uma mulher caída. Então o jovem ouve uma mulher cantando a bordo de um navio. Ele nada e é fortemente atraído por Tito (Dorothy Janis). Ela, no entanto, o rejeita.
Quando o tacanho Slater conhece Shoesmith pela primeira vez, ele é bastante rude com o nativo, mas logo muda de atitude quando descobre quem é o jovem. O descontraído Shoesmith não se ofende e fica encantado por ser formalmente apresentado a Tito, o protegido mestiço de Slater. Slater começa a negociar a copra e fica agradavelmente surpreso quando Shoesmith oferece a ele o quanto ele quer de graça. Ele toma a precaução de fazer Shoesmith assinar um contrato para esse efeito.
Tito acaba se apaixonando por Shoesmith, mas Slater tem outros planos para ela. Ele diz a Shoesmith para ficar longe de sua ala, usando a desculpa de que Shoesmith não tem ambição. Ele sugere ao jovem ingênuo que faça um empréstimo bancário e construa seu negócio. Em seguida, ele navega com Tito e sua copra.

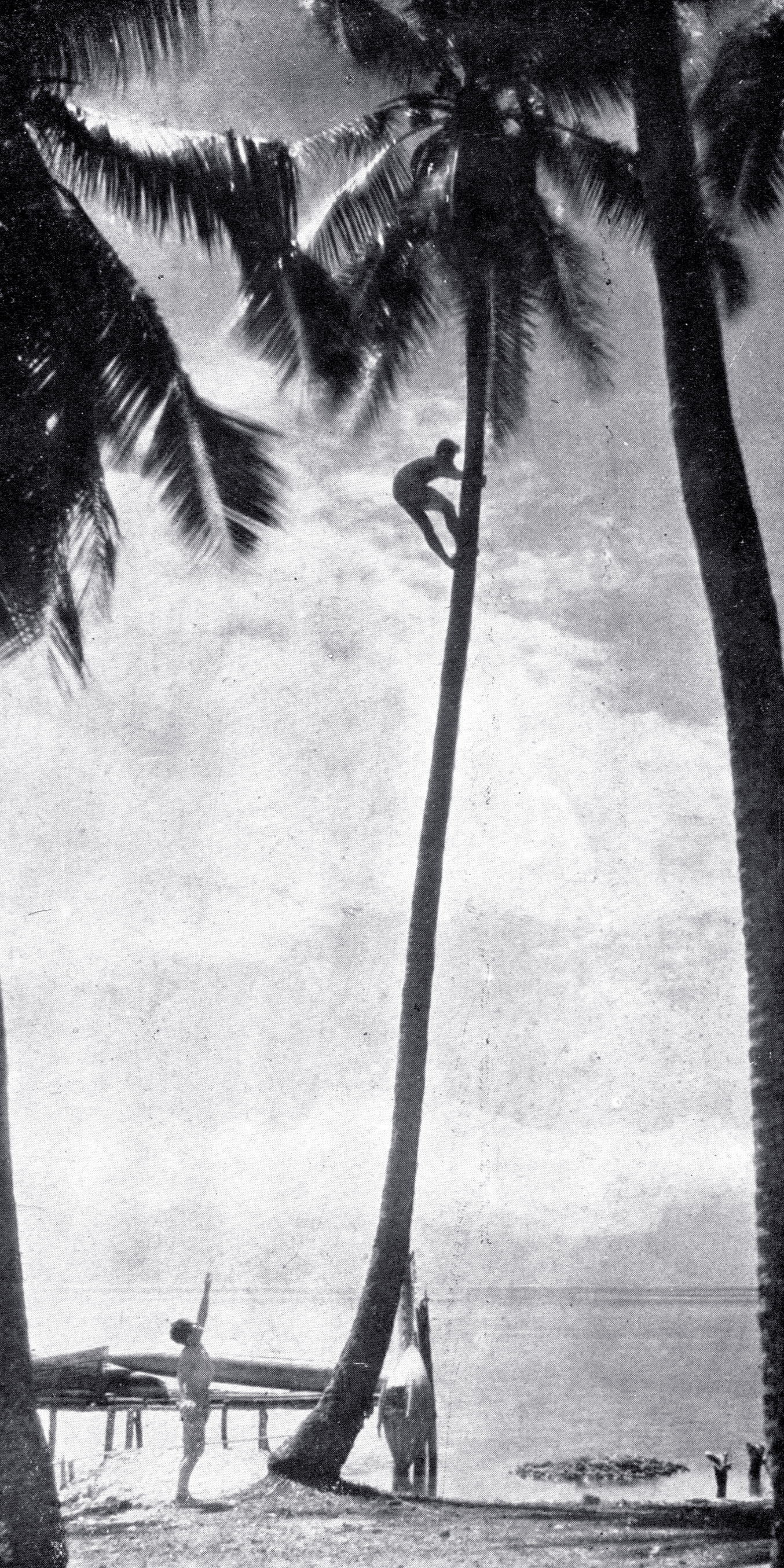
Ramon Novarro no filme.

Shoesmith segue o conselho de Slater e administra uma loja, mas Madge avisa que ele não sabe o que está fazendo (ele permite que todos os clientes comprem a crédito). Quando Slater retorna, Shoesmith pede a Tito em casamento. Ela concorda. No entanto, Slater informa o intrigado Shoesmith que os pagamentos do empréstimo estão atrasados e que ele está executando a hipoteca de todas as propriedades de Shoesmith. Além disso, Slater informa a seu pupilo que ele "se sacrificará" para protegê-la casando-se com ela. Shoesmith é tarde demais para impedir o casamento, mas enquanto Madge distrai os convidados, ele leva Tito para sua casa natal.
Slater encontra Tito enquanto Shoesmith está fora, a leva de volta para seu navio e começa a espancá-la. Shoesmith segue, e uma luta começa. O mais jovem vence, e ele e Tito nadam de volta para a ilha. No entanto, quando avistam tubarões se aproximando, eles não têm escolha a não ser voltar para Slater, perseguindo em seu bote. Slater leva Tito a bordo, mas mantém seu rival à distância com uma espada. Shoesmith nada sob o barco para o outro lado e derruba Slater na água, onde os tubarões o pegam. O jovem casal volta para sua casa idílica.